# Instituto Valenciano de Arte Moderno
L'Instituto Valenciano de Arte Moderno è uno dei più importanti musei d'arte moderna della Spagna, che ha l'obiettivo di diffondere l'arte del ventesimo secolo. Il programma delle attività offre collezioni permanenti, mostre temporanee, convegni, corsi, workshops e pubblicazioni. Il complesso consta di due edifici: il Centre Julio González, aperto nel 1989, e la Sala de la Muralla aperta nel 1991.
L'IVAM possiede circa 7.000 opere tra quadri, sculture e fotografie.